# Richard Carle
Richard Carle, nato Charles Nicholas Carleton (Somerville, 7 luglio 1871 – North Hollywood, 28 giugno 1941), è stato un attore statunitense.

## Filmografia parziale
- Zander the Great, regia di George W. Hill (1925)
- La torre dei supplizi (The Coming of Amos), regia di Paul Sloane (1925)
- The Understanding Heart, regia di Jack Conway (1927)
- Mentre la città dorme (While the City Sleeps), regia di Jack Conway (1928)
- Habeas Corpus, regia di Leo McCarey e James Parrott (1928)
- Madame X, regia di Lionel Barrymore (1929)
- Ladro d'amore (His Glorious Night), regia di Lionel Barrymore (1929)
- Notte di peccato (A Lady to Love), regia di Victor Sjöström (1930)
- Un'ora d'amore (One Hour with You), regia di George Cukor e Ernst Lubitsch (1932)
- La gloria del mattino (Morning Glory), regia di Lowell Sherman (1933)
- Beloved, regia di Victor Schertzinger (1934)
- Carovane (Caravan), regia di Erik Charell (1934)
- Il paradiso delle stelle (George White's Scandals), regia di George White (1934)
- The Last Round-Up, regia di Henry Hathaway (1934)
- La grande festa (Hollywood Party), registi vari (1934)
- L'incredibile realtà (Life Returns), regia di Eugene Frenke (1935)
- Harrington faccia-di-bambino (Baby Face Harrington), regia di Raoul Walsh (1935)
- L'allegro inganno (The Gay Deception), regia di William Wyler (1935)
- The Bride Comes Home, regia di Wesley Ruggles (1935)
- Paura d'amare (Dangerous), regia di Alfred E. Green (1935)
- Anything Goes, regia di Lewis Milestone (1936)
- Il sentiero del pino solitario (The Trail of the Lonesome Pine), regia di Henry Hathaway (1936)
- La bisbetica innamorata (Love Before Breakfast), regia di Walter Lang (1936)
- Three of a Kind, regia di Phil Rosen (1936)
- Il dissipatore (Spendthrift), regia di Raoul Walsh (1936)
- I cavalieri del Texas (The Texas Rangers), regia di King Vidor (1936)
- Quando la vita è romanzo (I'll Take Romance), regia di Edward H. Griffith (1937)
- La moglie bugiarda (True Confession), regia di Wesley Ruggles (1937)
- Questo mondo è meraviglioso (It's a Wonderful World), regia di W. S. Van Dyke (1939)
- Ninotchka, regia di Ernst Lubitsch (1939)
- Una donna dimentica (Remember?), regia di Norman Z. McLeod (1939)
- La taverna dei sette peccati (Seven Sinners), regia di Tay Garnett (1940)
- One Night in the Tropics, regia di A. Edward Sutherland (1940)
- Il diavolo si converte (The Devil and Miss Jones), regia di Sam Wood (1941)
- Quell'incerto sentimento (That Uncertain Feeling), regia di Ernst Lubitsch (1941)
- L'incompiuta (New Wine), regia di Reinhold Schünzel (1941)